# Malokateryniwka
Malokateryniwka (ukrainisch Малокатеринівка; russisch Малокатериновка Malokaterinowka) ist eine Siedlung städtischen Typs in der ukrainischen Oblast Saporischschja mit 3400 Einwohnern (2014).

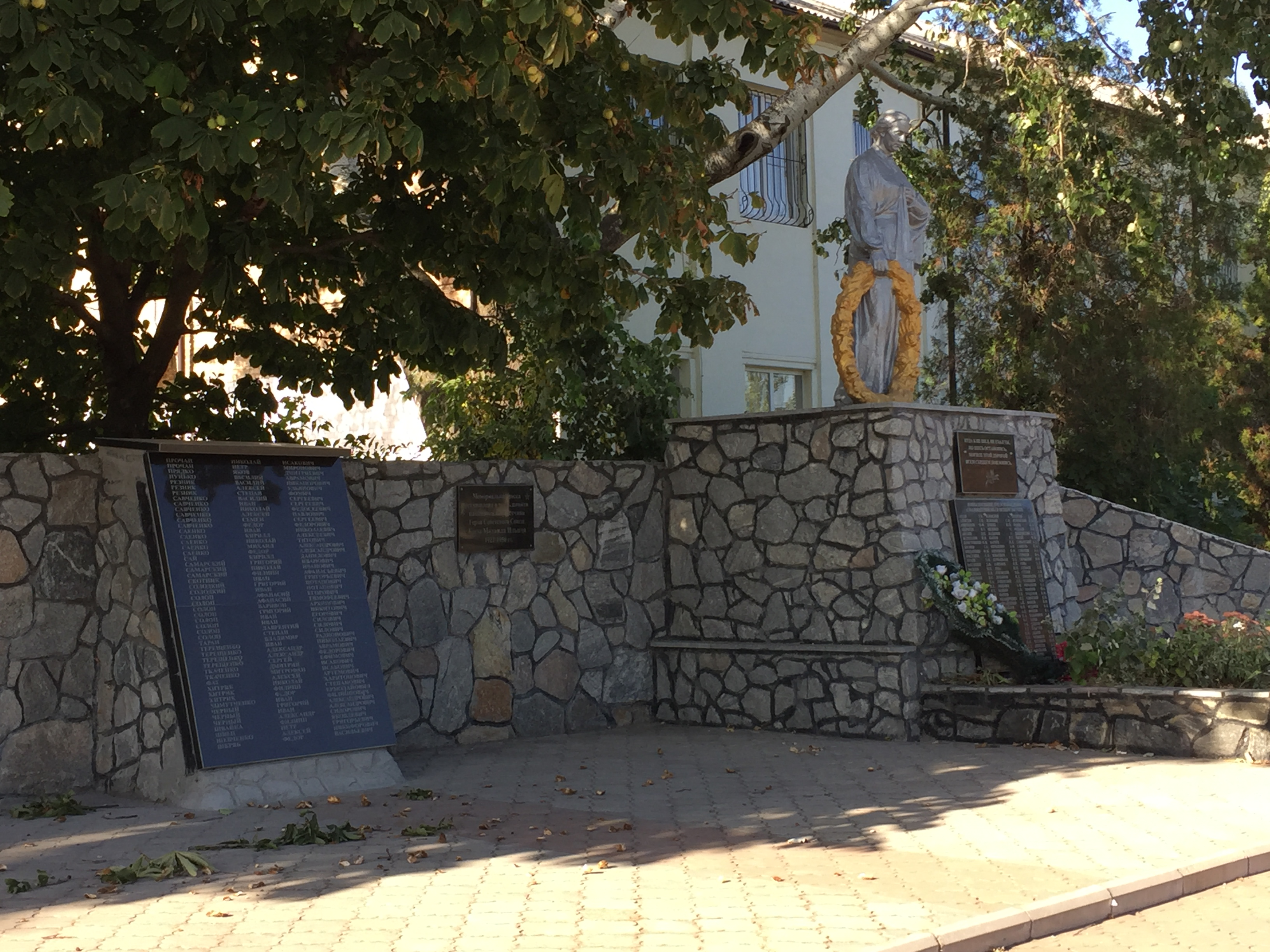
Denkmal im Ort

Das 1775 als Krasnokutiwka (Краснокутівка) gegründete Malokateryniwka erhielt 1938 den Status einer Siedlung städtischen Typs.

## Geographie
Malokateryniwka liegt an der Mündung der Kinska in den zum Kachowkaer Stausee angestauten Dnepr im Rajon Saporischschja 29 km südlich vom Ortszentrum der Stadt Saporischschja. Die Ortschaft besitzt einen Bahnhof an einer Bahnstrecke der Prydniprowska Salisnyzja.
Am 12. Juni 2020 wurde die Siedlung ein Teil der neugegründeten Siedlungsgemeinde Kuschuhum, bis dahin bildete sie die gleichnamige Siedlungsratsgemeinde Balabyne (Малокатеринівська селищна рада/Malokateryniwska selyschtschna rada) im Südosten des Rajons Saporischschja lag.